# Gomphus amseli
Gomphus amseli är en trollsländeart som beskrevs av Schmidt 1961. Gomphus amseli ingår i släktet Gomphus och familjen flodtrollsländor. IUCN kategoriserar arten globalt som otillräckligt studerad. Inga underarter finns listade i Catalogue of Life.